# Letnie Mistrzostwa Polski w Skokach Narciarskich 1999
4. Letnie Mistrzostwa Polski w Skokach Narciarskich – zawody o mistrzostwo Polski w skokach narciarskich na igelicie, które odbyły się 10 października 1999 roku na Średniej Krokwi w Zakopanem.
W konkursie o mistrzostwo Polski zwyciężyli ex aequo Adam Małysz i Robert Mateja, a brązowy medal zdobył Łukasz Kruczek.

## Wyniki konkursu
| Miejsce | Zawodnik           | Klub                | Skok 1 | Skok 2 | Punkty |
| ------- | ------------------ | ------------------- | ------ | ------ | ------ |
| 1. (2.) | Adam Małysz        | KS Wisła Wisła      | 78,5   | 85,5   | 219,0  |
| 1. (2.) | Robert Mateja      | TS Wisła Zakopane   | 81,0   | 84,5   | 219,0  |
| 3. (4.) | Łukasz Kruczek     | LKS Klimczok Bystra | 80,0   | 81,5   | 210,0  |
| 4. (5.) | Andrzej Młynarczyk | Start Zakopane      | 78,5   | 81,0   | 208,5  |
| 4. (5.) | Wojciech Skupień   | WKS Zakopane        | 80,5   | 80,0   | 208,5  |

W nawiasach podano miejsce zajęte w zawodach z uwzględnieniem zagranicznych zawodników.
W międzynarodowych zawodach zwyciężył Słowak Peter Koštial.